# Distrikt Usquil
Der Distrikt Usquil liegt in der Provinz Otuzco in der Region La Libertad in West-Peru. Der Distrikt wurde am 2. Januar 1857 gegründet. Er hat eine Fläche von 467 km². Beim Zensus 2017 wurden 21.388 Einwohner gezählt. Im Jahr 1993 lag die Einwohnerzahl bei 24.203, im Jahr 2007 bei 26.268. Verwaltungssitz des Distriktes ist die 3018 m hoch gelegene Ortschaft Usquil mit 948 Einwohnern (Stand 2017). Usquil liegt knapp 20 km ostnordöstlich der Provinzhauptstadt Otuzco.

## Geographische Lage
Der Distrikt Usquil liegt in der peruanischen Westkordillere im zentralen Osten der Provinz Otuzco. Der Río Chicama (auch Río Grande) durchquert den Distrikt in nordwestlicher Richtung.
Der Distrikt Usquil grenzt im Südwesten an den Distrikt Agallpampa, im Westen an die Distrikte Otuzco und Charat, im Nordwesten an den Distrikt Huaranchal, im Nordosten an den Distrikt Cachachi (Provinz Cajabamba), im Osten an den Distrikt Sanagorán (Provinz Sánchez Carrión) sowie im Südosten an den Distrikt Quiruvilca (Provinz Santiago de Chuco).

## Ortschaften
Im Distrikt gibt es neben dem Hauptort Usquil folgende größere Ortschaften:
- Canibamba Bajo (812 Einwohner)
- Chuquizongo (810 Einwohner)
- Coina (928 Einwohner)
- Cuyuchugo (566 Einwohner)